# Deputati della IV legislatura della Repubblica Italiana
Questo elenco riporta i nomi dei deputati della IV legislatura della Repubblica Italiana dopo le elezioni politiche del 1963.

## Gruppi
| Gruppi                                              | Inizio | Fine |
| --------------------------------------------------- | ------ | ---- |
| Democratico Cristiano ()                            | 260    | 259  |
| Comunista ()                                        | 166    | 166  |
| Socialista ()                                       | 87     | -    |
| Partito Liberale Italiano ()                        | 39     | 37   |
| Partito Socialista Democratico Italiano ()          | 33     | -    |
| Movimento Sociale Italiano ()                       | 27     | 26   |
| PSI-PSDI Unificati ()                               | -      | 94   |
| Partito Socialista Italiano di Unità Proletaria ()  | -      | 24   |
| Partito Democratico Italiano di Unità Monarchica () | -      | 8    |
| Partito Repubblicano Italiano ()                    | -      | 5    |
| Misto ()                                            | 18     | 8    |
| Totale                                              | 630    | 627  |

Nel sito istituzionale della Camera, la consistenza del gruppo democratico cristiano a inizio legislatura è indicata in 259 deputati; lo stesso sito segnala, per il 21 maggio 1964, l'ingresso di un ulteriore deputato, Antonio Mancini, senza che si siano verificate ipotesi di surrogazione. Peraltro, ad inizio legislatura Antonio Mancini risulta essere in carica (cfr. proclamazione dell'elezione del Presidente della Camera, 16 maggio 1963), mentre lo stesso sito istituzionale omette quale sarebbe stato l'originario gruppo parlamentare di appartenenza di detto deputato. Deve pertanto ritenersi che sul sito figuri un'erronea sovrapposizione delle date di proclamazione e di convalida del deputato e che, dunque, la consistenza del gruppo democratico cristiano fosse di 260 deputati.

## Ufficio di presidenza

### Presidente
- Giovanni Leone (DC) (abbandona la carica il 21 giugno 1963)
- Brunetto Bucciarelli-Ducci (DC) (eletto il 26 giugno 1963)

### Vicepresidenti
- Brunetto Bucciarelli-Ducci (DC) (abbandona la carica il 26 giugno 1963)
- Paolo Rossi (PSDI)
- Maria Lisa Cinciari Rodano (PCI)
- Sandro Pertini (PSI)

### Questori
- Davide Lajolo (PCI)
- Alessandro Buttè (DC)
- Aldo Bozzi (PLI)

### Segretari
- Lorenzo Biasutti (DC)
- Renzo Franzo (DC)
- Michele Magno (PCI)
- Veraldo Vespignani (PCI)
- Agostino Bignardi (PLI)
- Mario Marino Guadalupi (PSI) (abbandona la carica il 4 dicembre 1963)
- Luigi Passoni (PSI)
- Raffaele Delfino (MSI)

## Composizione storica
| Deputato                     | Collegio      | Gruppo (lista) |
| ---------------------------- | ------------- | -------------- |
| Cosimo Abate                 | Lecce         | PSI            |
| Tullio Abelli                | Torino        | MSI            |
| Angelo Abenante              | Napoli        | PCI            |
| Veniero Accreman             | Bologna       | PCI            |
| Matteo Agosta                | Catania       | DC             |
| Paolo Alatri                 | Roma          | PCI            |
| Enrico Alba                  | Bari          | DC             |
| Francesco Albertini          | Torino        | PSI            |
| Edgardo Alboni               | Milano        | PCI            |
| Salvatore Aldisio            | Palermo       | DC             |
| Massimo Alesi                | Venezia       | PLI            |
| Pio Alessandrini             | Como          | DC             |
| Maria Alessi Catalano        | Catania       | PSI            |
| Mario Alicata                | Siena         | PCI            |
| Walter Alini                 | Milano        | PSI            |
| Giorgio Almirante            | Roma          | MSI            |
| Giuseppe Alpino              | Torino        | PLI            |
| Giuseppe Amadei              | Parma         | PSDI           |
| Leonetto Amadei              | Pisa          | PSI            |
| Aldo Amadeo                  | Genova        | DC             |
| Giuseppe Amasio              | Genova        | PCI            |
| Alfredo Amatucci             | Benevento     | DC             |
| Silvio Ambrosini             | Verona        | PCI            |
| Giorgio Amendola             | Napoli        | PCI            |
| Pietro Amendola              | Benevento     | PCI            |
| Francesco Amodio             | Benevento     | DC             |
| Luigi Anderlini              | Perugia       | PSI            |
| Giulio Andreotti             | Roma          | DC             |
| Filippo Anfuso               | Catania       | MSI            |
| Giuseppe Angelini            | Ancona        | PCI            |
| Paolo Angelino               | Cuneo         | PSI            |
| Giovanni Maria Angioy        | Cagliari      | MSI            |
| Silvio Antonini              | Perugia       | PCI            |
| Dario Antoniozzi             | Catanzaro     | DC             |
| Giovanni Arenella            | Napoli        | PCI            |
| Giorgina Arian Levi          | Torino        | PCI            |
| Egidio Ariosto               | Brescia       | PSDI           |
| Arnaldo Armani               | Udine         | DC             |
| Silvano Armaroli             | Bologna       | PSI            |
| Baldassarre Armato           | Napoli        | DC             |
| Mario Assennato              | Bari          | PCI            |
| Giuseppe Avolio              | Napoli        | PSI            |
| Maria Badaloni               | Roma          | DC             |
| Vittorio Badini Confalonieri | Cuneo         | PLI            |
| Marcella Balconi             | Torino        | PCI            |
| Alfredo Baldani Guerra       | Verona        | PSI            |
| Carlo Baldi                  | Cuneo         | DC             |
| Enea Baldini                 | Torino        | PCI            |
| Renato Ballardini            | Trento        | PSI            |
| Davide Barba                 | Napoli        | DC             |
| Salvatore Barberi            | Catania       | DC             |
| Paolo Barbi                  | Napoli        | DC             |
| Luciano Barca                | Ancona        | PCI            |
| Vittorio Bardini             | Siena         | PCI            |
| Cesare Baroni                | Mantova       | DC             |
| Attilio Bartole              | Parma         | DC             |
| Luigi Barzini                | Milano        | PLI            |
| Giuseppe Basile              | Catania       | Misto (PDIUM)  |
| Guido Basile                 | Catania       | PLI            |
| Antonio Baslini              | Milano        | PLI            |
| Aldo Bassi                   | Palermo       | DC             |
| Lelio Basso                  | Milano        | PSI            |
| Renato Bastianelli           | Ancona        | PCI            |
| Ezio Battistella             | Como          | PCI            |
| Gaspare Bavetta              | Palermo       | PCI            |
| Ezio Beccastrini             | Siena         | PCI            |
| Corrado Belci                | Trieste       | DC             |
| Giuseppe Belotti             | Brescia       | DC             |
| Alberto Bemporad             | Genova        | PSDI           |
| Cesare Bensi                 | Como          | PSI            |
| Spartaco Beragnoli           | Firenze       | PCI            |
| Luigi Berlinguer             | Cagliari      | PCI            |
| Mario Berlinguer             | Cagliari      | PSI            |
| Alcide Berloffa              | Trento        | DC             |
| Maria Bernetic               | Trieste       | PCI            |
| Gaetano Berretta             | Cagliari      | DC             |
| Giovanni Bersani             | Bologna       | DC             |
| Pierantonino Berté           | Milano        | DC             |
| Virginio Bertinelli          | Como          | PSDI           |
| Luigi Bertoldi               | Verona        | PSI            |
| Giuseppe Bettiol             | Verona        | DC             |
| Francantonio Biaggi          | Brescia       | PLI            |
| Nullo Biaggi                 | Brescia       | DC             |
| Ferruccio Biagini            | Firenze       | PCI            |
| Loris Biagioni               | Pisa          | DC             |
| Giuseppe Biancani            | Cuneo         | PCI            |
| Fortunato Bianchi            | Milano        | DC             |
| Gerardo Bianchi              | Firenze       | DC             |
| Lorenzo Biasutti             | Udine         | DC             |
| Agostino Bignardi            | Bologna       | PLI            |
| Luigi Bima                   | Cuneo         | DC             |
| Antonio Bisaglia             | Verona        | DC             |
| Fausto Bisantis              | Catanzaro     | DC             |
| Oddino Bo                    | Cuneo         | PCI            |
| Arrigo Boldrini              | Bologna       | PCI            |
| Giacomo Bologna              | Trieste       | DC             |
| Angelo Bonaiti               | Como          | DC             |
| Ennio Bonea                  | Lecce         | PLI            |
| Paolo Bonomi                 | Roma          | DC             |
| Margherita Bontade           | Palermo       | DC             |
| Luigi Borghi                 | Como          | DC             |
| Carlo Borra                  | Torino        | DC             |
| Luigi Borsari                | Parma         | PCI            |
| Gilberto Bosisio             | Como          | DC             |
| Giovanni Botta               | Como          | PLI            |
| Carlo Bottari                | L'Aquila      | DC             |
| Francesco Bova               | Catanzaro     | DC             |
| Giovanni Bovetti             | Torino        | DC             |
| Aldo Bozzi                   | Roma          | PLI            |
| Uberto Breganze              | Verona        | DC             |
| Piergiorgio Bressani         | Udine         | DC             |
| Giuseppe Brighenti           | Brescia       | PCI            |
| Giacomo Brodolini            | Ancona        | PSI            |
| Liberato Bronzuto            | Napoli        | PCI            |
| Giuseppe Brusasca            | Cuneo         | DC             |
| Pietro Bucalossi             | Milano        | PSDI           |
| Brunetto Bucciarelli-Ducci   | Siena         | DC             |
| Pietro Buffone               | Catanzaro     | DC             |
| Franco Busetto               | Verona        | PCI            |
| Alessandro Buttè             | Milano        | DC             |
| Primo Buzzetti               | Como          | DC             |
| Carlo Buzzi                  | Parma         | DC             |
| Francesco Cacciatore         | Benevento     | PSI            |
| Italo Giulio Caiati          | Lecce         | DC             |
| Luigi Caiazza                | Firenze       | DC             |
| Giuseppe Calabrò             | Catania       | MSI            |
| Giuseppe Calasso             | Lecce         | PCI            |
| Marino Calvaresi             | Ancona        | PCI            |
| Vittorio Calvetti            | Como          | DC             |
| Ettore Calvi                 | Milano        | DC             |
| Ludovico Camangi             | Roma          | Misto (PRI)    |
| Alessandro Canestrari        | Verona        | DC             |
| Bartolomeo Cannizzo          | Catania       | PLI            |
| Roberto Cantalupo            | Roma          | PLI            |
| Dante Cappello               | Napoli        | DC             |
| Renato Cappugi               | Firenze       | DC             |
| Massimo Caprara              | Napoli        | PCI            |
| Antonio Capua                | Catanzaro     | PLI            |
| Giulio Caradonna             | Roma          | MSI            |
| Antonio Carcaterra           | Bari          | DC             |
| Antonio Cariglia             | Firenze       | PSDI           |
| Alberto Mario Carocci        | Roma          | PCI            |
| Vittorino Carra              | Parma         | DC             |
| Manlio Livio Cassandro       | Bari          | PLI            |
| Gennaro Cassiani             | Catanzaro     | DC             |
| Albertino Castellucci        | Ancona        | DC             |
| Nicola Cataldo               | Potenza       | PCI            |
| Vittore Catella              | Torino        | PLI            |
| Giannina Cattaneo Petrini    | Milano        | DC             |
| Venerio Cattani              | Bologna       | PSI            |
| Nerino Cavallari             | Venezia       | DC             |
| Francesco Cavallaro          | Roma          | DC             |
| Guido Ceccherini             | Udine         | PSDI           |
| Onorio Cengarle              | Verona        | DC             |
| Domenico Ceravolo            | Verona        | PSI            |
| Carlo Ceruti                 | Parma         | DC             |
| Luigi Cerutti                | Torino        | PLI            |
| Vittorio Cervone             | Roma          | DC             |
| Aldo Cetrullo                | L'Aquila      | PSDI           |
| Gerardo Chiaromonte          | Napoli        | PCI            |
| Claudio Cianca               | Roma          | PCI            |
| Maria Lisa Cinciari Rodano   | Roma          | PCI            |
| Franco Coccia                | Perugia       | PCI            |
| Maria Giulia Cocco           | Cagliari      | DC             |
| Francesco Cocco Ortu         | Cagliari      | PLI            |
| Giuseppe Codacci Pisanelli   | Lecce         | DC             |
| Tristano Codignola           | Firenze       | PSI            |
| Domenico Colasanto           | Napoli        | DC             |
| Aurelio Colleoni             | Brescia       | DC             |
| Arnaldo Colleselli           | Udine         | DC             |
| Emilio Colombo               | Potenza       | DC             |
| Renato Colombo               | Mantova       | PSI            |
| Vittorino Colombo            | Milano        | DC             |
| Elisabetta Conci             | Trento        | DC             |
| Achille Corona               | Ancona        | PSI            |
| Giacomo Corona               | Udine         | DC             |
| Ludovico Corrao              | Palermo       | PCI            |
| Giuseppe Cortese             | Napoli        | DC             |
| Guido Cortese                | Napoli        | PLI            |
| Francesco Cossiga            | Cagliari      | DC             |
| Benedetto Cottone            | Palermo       | PLI            |
| Alfredo Covelli              | Roma          | Misto (PDIUM)  |
| Nicola Crapsi                | Campobasso    | PCI            |
| Alfredo Crocco               | Roma          | PSDI           |
| Achille Cruciani             | Perugia       | MSI            |
| Angelo Cucchi                | Milano        | PSI            |
| Alfredo Cucco                | Palermo       | MSI            |
| Aurelio Curti                | Torino        | DC             |
| Ivano Curti                  | Parma         | PSI            |
| Antonino Cuttitta            | Palermo       | Misto (PDIUM)  |
| Giovanni Battista Dagnino    | Genova        | DC             |
| Maria Pia Dal Canton         | Venezia       | DC             |
| Giuseppe D'Alema             | Genova        | PCI            |
| Aldo D'Alessio               | Roma          | PCI            |
| Michelangelo Dall'Armellina  | Verona        | DC             |
| Luigi D'Amato                | Roma          | DC             |
| Emilio D'Amore               | Benevento     | Misto (PDIUM)  |
| Antonino Dante               | Catania       | DC             |
| Giovanni D'Antonio           | Napoli        | DC             |
| Bernardo D'Arezzo            | Benevento     | DC             |
| Clelio Darida                | Roma          | DC             |
| Michele De Capua             | Bari          | DC             |
| Danilo De' Cocci             | Ancona        | DC             |
| Simone De Florio             | Potenza       | PCI            |
| Donato De Leonardis          | Bari          | DC             |
| Ferruccio De Lorenzo         | Napoli        | PLI            |
| Beniamino De Maria           | Lecce         | DC             |
| Augusto De Marsanich         | Roma          | MSI            |
| Francesco De Martino         | Napoli        | PSI            |
| Ferdinando De Marzi          | Verona        | DC             |
| Ernesto De Marzio            | Bari          | MSI            |
| Gustavo De Meo               | Bari          | DC             |
| Ciriaco De Mita              | Benevento     | DC             |
| Luciano De Pascalis          | Milano        | PSI            |
| Pancrazio De Pasquale        | Catania       | PCI            |
| Alfredo De Polzer            | Verona        | PCI            |
| Ubaldo De Ponti              | Como          | DC             |
| Fabiano De Zan               | Brescia       | DC             |
| Costante Degan               | Venezia       | DC             |
| Renato Degli Esposti         | Bologna       | PCI            |
| Rinaldo Del Bo               | Milano        | DC             |
| Benedetto Del Castillo       | Palermo       | DC             |
| Raffaele Delfino             | L'Aquila      | MSI            |
| Libero Della Briotta         | Como          | PSI            |
| Renato Dell'Andro            | Bari          | DC             |
| Umberto Delle Fave           | Ancona        | DC             |
| Enrico Demarchi              | Torino        | PLI            |
| Salvatore Di Benedetto       | Palermo       | PCI            |
| Natalino Di Giannantonio     | L'Aquila      | DC             |
| Gaetano Di Leo               | Palermo       | DC             |
| Sebastiano Di Lorenzo        | Catania       | PCI            |
| Luigi Di Mauro               | Palermo       | PCI            |
| Ado Guido Di Mauro           | L'Aquila      | PCI            |
| Raffaele Di Nardo            | Napoli        | PSI            |
| Natale Di Piazza             | Palermo       | PSI            |
| Raffaele Di Primio           | L'Aquila      | PSI            |
| Giuseppe Di Vagno            | Bari          | PSI            |
| Balda Di Vittorio Berti      | Bari          | PCI            |
| Laura Diaz                   | Pisa          | PCI            |
| Johann Dietl                 | Trento        | Misto (PPST)   |
| Nino D'Ippolito              | Lecce         | PCI            |
| Carlo Donat-Cattin           | Torino        | DC             |
| Edoardo D'Onofrio            | Roma          | PCI            |
| Mario Dosi                   | Milano        | DC             |
| Ermanno Dossetti             | Parma         | DC             |
| Luigi Durand de la Penne     | Genova        | PLI            |
| Giovanni Elkan               | Bologna       | DC             |
| Giuseppe Ermini              | Perugia       | DC             |
| Franco Evangelisti           | Roma          | DC             |
| Francesco Fabbri             | Venezia       | DC             |
| Riccardo Fabbri              | Roma          | PSI            |
| Annibale Fada                | Brescia       | DC             |
| Virgilio Failla              | Catania       | PCI            |
| Giambattista Fanales         | Catania       | PCI            |
| Amintore Fanfani             | Siena         | DC             |
| Giuseppe Fasoli              | Genova        | PCI            |
| Alberto Ferioli              | Parma         | PLI            |
| Mario Ferrari Aggradi        | Venezia       | DC             |
| Francesco Ferrari            | Verona        | PCI            |
| Riccardo Ferrari             | Verona        | PLI            |
| Giuseppe Ferraris            | Torino        | PSI            |
| Giancarlo Ferri              | Bologna       | PCI            |
| Mauro Ferri                  | Siena         | PSI            |
| Giulietta Fibbi              | Firenze       | PCI            |
| Adolfo Fiumanò               | Catanzaro     | PCI            |
| Vittorio Foa                 | Torino        | PSI            |
| Salvatore Foderaro           | Catanzaro     | DC             |
| Alberto Folchi               | Roma          | DC             |
| Arnaldo Forlani              | Ancona        | DC             |
| Matteo Fornale               | Verona        | DC             |
| Nicola Fortini               | Napoli        | DC             |
| Loris Fortuna                | Udine         | PSI            |
| Vittorio Fossombroni         | Firenze       | PLI            |
| Giuseppe Fracassi            | L'Aquila      | DC             |
| Francesco Franceschini       | Venezia       | DC             |
| Franco Franchi               | Verona        | MSI            |
| Pasquale Franco              | Potenza       | PSI            |
| Raffaele Franco              | Udine         | PCI            |
| Renzo Franzo                 | Torino        | DC             |
| Leandro Fusaro               | Udine         | DC             |
| Vincenzo Gagliardi           | Venezia       | DC             |
| Nicola Galdo                 | Napoli        | MSI            |
| Carlo Alberto Galluzzi       | Firenze       | PCI            |
| Argeo Gambelli Fenili        | Ancona        | PCI            |
| Piero Luigi Gasco            | Cuneo         | DC             |
| Remo Gaspari                 | L'Aquila      | DC             |
| Vincenzo Gatto               | Catania       | PSI            |
| Oreste Gelmini               | Parma         | PCI            |
| Erisia Gennai Tonietti       | Milano        | DC             |
| Giuseppe Gerbino             | Catania       | DC             |
| Nives Gessi                  | Bologna       | PCI            |
| Corrado Gex                  | Valle d'Aosta | Misto (UV)     |
| Enrico Ghio                  | Genova        | DC             |
| Guglielmo Ghislandi          | Brescia       | PSI            |
| Nelusco Giachini             | Pisa          | PCI            |
| Luigi Giglia                 | Palermo       | DC             |
| Giovanni Gioia               | Palermo       | DC             |
| Antonio Giolitti             | Cuneo         | PSI            |
| Alberto Giomo                | Milano        | PLI            |
| Vittorio Giorgi              | L'Aquila      | PCI            |
| Luigi Girardin               | Verona        | DC             |
| Salvatore Angelo Gitti       | Brescia       | DC             |
| Jole Giugni Lattari          | Catanzaro     | MSI            |
| Giulio Goehring              | Milano        | PLI            |
| Giuseppe Golinelli           | Venezia       | PCI            |
| Bruno Gombi                  | Mantova       | PCI            |
| Giuseppe Gonella             | Genova        | MSI            |
| Guido Gonella                | Verona        | DC             |
| Dante Gorreri                | Parma         | PCI            |
| Feliciano Granati            | Benevento     | PCI            |
| Dante Graziosi               | Torino        | DC             |
| Agostino Greggi              | Roma          | DC             |
| Antonio Greppi               | Milano        | PSI            |
| Luigi Grezzi                 | Potenza       | PCI            |
| Antonio Grilli               | Ancona        | MSI            |
| Giovanni Grilli              | Como          | PCI            |
| Giovambattista Grimaldi      | Catania       | PCI            |
| Mario Marino Guadalupi       | Lecce         | PSI            |
| Antonio Guariento            | Verona        | DC             |
| Antonio Guarra               | Benevento     | MSI            |
| Filippo Guerrieri            | Genova        | DC             |
| Giorgio Guerrini             | Verona        | PSI            |
| Rodolfo Guerrini             | Siena         | PCI            |
| Luigi Gui                    | Verona        | DC             |
| Alberto Guidi                | Perugia       | PCI            |
| Fausto Gullo                 | Catanzaro     | PCI            |
| Antonino Gullotti            | Catania       | DC             |
| Renzo Helfer                 | Trento        | DC             |
| Gaetano Illuminati           | L'Aquila      | PCI            |
| Ippazio Imperiale            | Lecce         | DC             |
| Pietro Ingrao                | Perugia       | PCI            |
| Nilde Iotti                  | Bologna       | PCI            |
| Attilio Iozzelli             | Roma          | DC             |
| Lorenzo Isgrò                | Cagliari      | DC             |
| Angelomaria Jacazzi          | Napoli        | PCI            |
| Alberto Jacometti            | Torino        | PSI            |
| Ugo La Malfa                 | Bologna       | Misto (PRI)    |
| Girolamo La Penna            | Campobasso    | DC             |
| Renzo Laconi                 | Cagliari      | PCI            |
| Antonio Laforgia             | Bari          | DC             |
| Davide Lajolo                | Milano        | PCI            |
| Luciano Lama                 | Bologna       | PCI            |
| Edgardo Lami Starnuti        | Pisa          | PSDI           |
| Francesco Lami               | Bologna       | PSI            |
| Angelo Landi                 | Genova        | PSI            |
| Vito Lattanzio               | Bari          | DC             |
| Salvatore Lauricella         | Palermo       | PSI            |
| Achille Lauro                | Napoli        | Misto (PDIUM)  |
| Gioacchino Lauro             | Napoli        | Misto (PDIUM)  |
| Stefano Lenoci               | Bari          | PSI            |
| Luciano Lenti                | Cuneo         | PCI            |
| Silvio Leonardi              | Milano        | PCI            |
| Giovanni Leone               | Napoli        | DC             |
| Raffaele Leone               | Lecce         | DC             |
| Giulio Leopardi Dittaiuti    | Ancona        | PLI            |
| Nicola Lettieri              | Benevento     | DC             |
| Pietro Lezzi                 | Napoli        | PSI            |
| Girolamo Li Causi            | Palermo       | PCI            |
| Mario Lizzero                | Udine         | PCI            |
| Riccardo Lombardi            | Milano        | PSI            |
| Ruggero Lombardi             | Venezia       | DC             |
| Luigi Longo                  | Milano        | PCI            |
| Tarcisio Longoni             | Milano        | DC             |
| Francesco Loperfido          | Bologna       | PCI            |
| Giovannino Loreti            | Roma          | PSI            |
| Primo Lucchesi               | Pisa          | DC             |
| Roberto Lucifredi            | Genova        | DC             |
| Giuseppe Lupis               | Catania       | PSDI           |
| Nello Lusoli                 | Parma         | PCI            |
| Lucio Mario Luzzatto         | Venezia       | PSI            |
| Emanuele Macaluso            | Catania       | PCI            |
| Giuseppe Macchiavelli        | Genova        | PSI            |
| Michele Magno                | Bari          | PCI            |
| Domenico Magrì               | Catania       | DC             |
| Giovanni Malagodi            | Milano        | PLI            |
| Alcide Malagugini            | Milano        | PSI            |
| Francesco Malfatti           | Pisa          | PCI            |
| Franco Malfatti              | Perugia       | DC             |
| Antonio Mancini              | L'Aquila      | DC             |
| Giacomo Mancini              | Catanzaro     | PSI            |
| Clemente Manco               | Lecce         | MSI            |
| Attilio Manenti              | Ancona        | PCI            |
| Salvatore Mannironi          | Cagliari      | DC             |
| Vittorio Marangone           | Udine         | PSI            |
| Ugo Marchesi                 | Venezia       | PCI            |
| Giordano Marchiani           | Bologna       | DC             |
| Nello Mariani                | L'Aquila      | PSI            |
| Lucio Mariano Brandi         | Benevento     | PSDI           |
| Salvatore Mariconda          | Benevento     | PCI            |
| Michele Marotta              | Potenza       | DC             |
| Vincenzo Marotta             | Lecce         | DC             |
| Luigi Marras                 | Cagliari      | PCI            |
| Maria Eletta Martini         | Pisa          | DC             |
| Edoardo Martino              | Cuneo         | DC             |
| Gaetano Martino              | Catania       | PLI            |
| Anselmo Martoni              | Bologna       | PSDI           |
| Vittorio Martuscelli         | Benevento     | PSI            |
| Vittorio Emanuele Marzotto   | Verona        | PLI            |
| Lodovico Maschiella          | Perugia       | PCI            |
| Renato Massari               | Milano        | PSDI           |
| Giuseppe Matarrese           | Bari          | PCI            |
| Bernardo Mattarella          | Palermo       | DC             |
| Gino Mattarelli              | Bologna       | DC             |
| Gianmatteo Matteotti         | Venezia       | PSI            |
| Pasquale Maulini             | Torino        | PCI            |
| Crescenzo Mazza              | Napoli        | DC             |
| Guido Mazzoni                | Firenze       | PCI            |
| Giovanni Battista Melis      | Cagliari      | Misto (PRI)    |
| Mario Melloni                | Milano        | PCI            |
| Alessandro Menchinelli       | Pisa          | PSI            |
| Dario Mengozzi               | Parma         | DC             |
| Claudio Merenda              | Potenza       | DC             |
| Giovanni Messe               | Roma          | PLI            |
| Silvio Messinetti            | Catanzaro     | PCI            |
| Maria Vittoria Mezza         | Parma         | PSI            |
| Gennaro Miceli               | Catanzaro     | PCI            |
| Luigi Michele Galli          | Como          | DC             |
| Filippo Micheli              | Perugia       | DC             |
| Arturo Michelini             | Roma          | MSI            |
| Giovanni Battista Migliori   | Milano        | DC             |
| Raimondo Milia               | Cagliari      | Misto (PDIUM)  |
| Rocco Minasi                 | Catanzaro     | PSI            |
| Enrico Minio                 | Roma          | PCI            |
| Amalia Miotti Carli          | Verona        | DC             |
| Riccardo Misasi              | Catanzaro     | DC             |
| Karl Mitterdorfer            | Trento        | Misto (PPST)   |
| Armando Monasterio           | Lecce         | PCI            |
| Antonio Montanti             | Palermo       | Misto (PRI)    |
| Aldo Moro                    | Bari          | DC             |
| Giovanni Mosca               | Milano        | PSI            |
| Carlo Mussa Ivaldi Vercelli  | Torino        | PSI            |
| Vittorio Naldini             | Brescia       | PSI            |
| Otello Nannuzzi              | Roma          | PCI            |
| Ugo Napoli                   | Catanzaro     | PSDI           |
| Francesco Napolitano         | Napoli        | DC             |
| Luigi Napolitano             | Genova        | PCI            |
| Lorenzo Natali               | L'Aquila      | DC             |
| Aldo Natoli                  | Roma          | PCI            |
| Alessandro Natta             | Genova        | PCI            |
| Andrea Negrari               | Pisa          | DC             |
| Pietro Nenni                 | Palermo       | PSI            |
| Franco Nicolazzi             | Torino        | PSDI           |
| Italo Nicoletto              | Brescia       | PCI            |
| Angelo Nicosia               | Palermo       | MSI            |
| Agostino Novella             | Genova        | PCI            |
| Guglielmo Nucci              | Catanzaro     | DC             |
| Renato Ognibene              | Parma         | PCI            |
| Carlo Olmini                 | Milano        | PCI            |
| Edoardo Origlia              | Milano        | DC             |
| Flavio Orlandi               | Ancona        | PSDI           |
| Mario Ottieri                | Napoli        | Misto (PDIUM)  |
| Randolfo Pacciardi           | Pisa          | Misto (PRI)    |
| Nicola Pagliarani            | Bologna       | PCI            |
| Gian Carlo Pajetta           | Mantova       | PCI            |
| Pietro Pala                  | Cagliari      | DC             |
| Giovanni Palazzolo           | Palermo       | PLI            |
| Roberto Palleschi            | Roma          | PSI            |
| Luciano Paolicchi            | Pisa          | PSI            |
| Giuseppe Papalia             | Bari          | PSI            |
| Pasqualino Pasqualicchio     | Bari          | PCI            |
| Luigi Passoni                | Brescia       | PSI            |
| Giulio Pastore               | Torino        | DC             |
| Narciso Franco Patrini       | Mantova       | DC             |
| Mario Pedini                 | Brescia       | DC             |
| Giuseppe Pella               | Torino        | DC             |
| Giuseppe Pellegrino          | Palermo       | PCI            |
| Michele Pellicani            | Bari          | PSDI           |
| Erminio Pennacchini          | Roma          | DC             |
| Ugo Perinelli                | Venezia       | PSI            |
| Alessandro Pertini           | Genova        | PSI            |
| Francesco Pezzino            | Catania       | PCI            |
| Enea Piccinelli              | Siena         | DC             |
| Gino Picciotto               | Catanzaro     | PCI            |
| Flaminio Piccoli             | Trento        | DC             |
| Giovanni Pieraccini          | Firenze       | PSI            |
| Michele Gaetano Pierangeli   | L'Aquila      | PLI            |
| Tullio Pietrobono            | Roma          | PCI            |
| Renzo Pigni                  | Como          | PSI            |
| Mariano Pintus               | Cagliari      | DC             |
| Ignazio Pirastu              | Cagliari      | PCI            |
| Nicola Pistelli              | Firenze       | DC             |
| Giovanni Battista Pitzalis   | Cagliari      | DC             |
| Pasquale Poerio              | Catanzaro     | PCI            |
| Roberto Prearo               | Verona        | DC             |
| Luigi Preti                  | Bologna       | PSDI           |
| Francesco Principe           | Catanzaro     | PSI            |
| Ernesto Pucci                | Catanzaro     | DC             |
| Enrico Quaranta              | Benevento     | PSDI           |
| Renato Quintieri             | Roma          | DC             |
| Arnaldo Racchetti            | Como          | DC             |
| Luciano Radi                 | Perugia       | DC             |
| Leonello Raffaelli           | Pisa          | PCI            |
| Vito Raia                    | Catania       | PSI            |
| Leandro Rampa                | Brescia       | DC             |
| Vincenzo Raucci              | Napoli        | PCI            |
| Giuseppina Re                | Milano        | PCI            |
| Giuseppe Reale               | Catanzaro     | DC             |
| Oronzo Reale                 | Ancona        | Misto (PRI)    |
| Alessandro Reggiani          | Venezia       | PSDI           |
| Franco Restivo               | Palermo       | DC             |
| Stefano Riccio               | Napoli        | DC             |
| Umberto Righetti             | Roma          | PSDI           |
| Nicola Rinaldi               | Ancona        | DC             |
| Camillo Ripamonti            | Milano        | DC             |
| Giovanni Roberti             | Napoli        | MSI            |
| Luciano Romagnoli            | Parma         | PCI            |
| Giuseppe Romanato            | Verona        | DC             |
| Bruno Romano                 | Napoli        | PSDI           |
| Nicola Romeo                 | Milano        | MSI            |
| Pier Luigi Romita            | Cuneo         | PSDI           |
| Pino Romualdi                | Bologna       | MSI            |
| Elio Rosati                  | Napoli        | DC             |
| Rossana Rossanda             | Milano        | PCI            |
| Paolo Mario Rossi            | Pisa          | PCI            |
| Paolo Rossi                  | Genova        | PSDI           |
| Gianfranco Rossinovich       | Milano        | PCI            |
| Amedeo Rubeo                 | Roma          | PCI            |
| Attilio Ruffini              | Palermo       | DC             |
| Mariano Rumor                | Verona        | DC             |
| Raffaello Russo Spena        | Napoli        | DC             |
| Carlo Russo                  | Genova        | DC             |
| Vincenzo Russo               | Napoli        | PSDI           |
| Vincenzo Russo               | Bari          | DC             |
| Armando Sabatini             | Cuneo         | DC             |
| Giuseppe Sacchi              | Milano        | PCI            |
| Angelo Salizzoni             | Bologna       | DC             |
| Franco Salvi                 | Brescia       | DC             |
| Remo Sammartino              | Campobasso    | DC             |
| Renato Sandri                | Mantova       | PCI            |
| Vincenzo Sangalli            | Milano        | DC             |
| Carlo Sanna                  | Cagliari      | PSI            |
| Fernando Santi               | Parma         | PSI            |
| Giuseppe Saragat             | Torino        | PSDI           |
| Adolfo Sarti                 | Cuneo         | DC             |
| Domenico Sartor              | Venezia       | DC             |
| Emanuela Savio               | Torino        | DC             |
| Giovanni Battista Scaglia    | Brescia       | DC             |
| Oscar Luigi Scalfaro         | Torino        | DC             |
| Vito Scalia                  | Catania       | DC             |
| Carlo Scarascia Mugnozza     | Lecce         | DC             |
| Vincenzo Scarlato            | Benevento     | DC             |
| Sergio Scarpa                | Torino        | PCI            |
| Mario Scelba                 | Catania       | DC             |
| Renato Scionti               | Bari          | PCI            |
| Carlo Scotoni                | Trento        | PCI            |
| Loris Scricciolo             | Siena         | PSI            |
| Guido Secreto                | Torino        | PSDI           |
| Giacomo Sedati               | Campobasso    | DC             |
| Gabriele Semeraro            | Lecce         | DC             |
| Giovanni Serbandini          | Genova        | PCI            |
| Emilio Sereni                | Napoli        | PCI            |
| Adriano Seroni               | Firenze       | PCI            |
| Stefano Servadei             | Bologna       | PSI            |
| Franco Servello              | Milano        | MSI            |
| Leonardantonio Sforza        | Bari          | PCI            |
| Marcello Sgarlata            | Catania       | DC             |
| Primo Silvestri              | Verona        | PSDI           |
| Marcello Simonacci           | Roma          | DC             |
| Giuseppe Sinesio             | Palermo       | DC             |
| Francesco Soliano            | Milano        | PCI            |
| Tommaso Sorgi                | L'Aquila      | DC             |
| Enrico Spadola               | Catania       | DC             |
| Ugo Spagnoli                 | Torino        | PCI            |
| Giulio Spallone              | L'Aquila      | PCI            |
| Giuseppe Speciale            | Palermo       | PCI            |
| Antonino Spinelli            | Catanzaro     | DC             |
| Pietro Sponziello            | Lecce         | MSI            |
| Carlo Stella                 | Torino        | DC             |
| Ferdinando Storchi           | Verona        | DC             |
| Bruno Storti                 | Roma          | DC             |
| Fiorentino Sullo             | Benevento     | DC             |
| Egidio Sulotto               | Torino        | PCI            |
| Luigi Tagliaferri            | Parma         | PCI            |
| Rodolfo Tambroni Armaroli    | Ancona        | DC             |
| Mario Tanassi                | Roma          | PSDI           |
| Michele Tantalo              | Potenza       | DC             |
| Archimede Taverna            | Udine         | PLI            |
| Paolo Emilio Taviani         | Genova        | DC             |
| Elvo Tempia Valenta          | Torino        | PCI            |
| Corrado Terranova            | Catania       | DC             |
| Raffaele Terranova           | Catanzaro     | PCI            |
| Alfonso Tesauro              | Benevento     | DC             |
| Vittoria Titomanlio          | Napoli        | DC             |
| Alberto Todros               | Torino        | PCI            |
| Palmiro Togliatti            | Roma          | PCI            |
| Giuseppe Togni               | Pisa          | DC             |
| Mauro Tognoni                | Siena         | PCI            |
| Mario Toros                  | Udine         | DC             |
| Renato Tozzi Condivi         | Ancona        | DC             |
| Roberto Tremelloni           | Milano        | PSDI           |
| Bruno Trentin                | Lecce         | PCI            |
| Antonino Tripodi             | Catanzaro     | MSI            |
| Mariano Trombetta            | Genova        | PLI            |
| Ferdinando Truzzi            | Mantova       | DC             |
| Luigi Turchi                 | Roma          | MSI            |
| Francesco Turnaturi          | Catania       | DC             |
| Giacinto Urso                | Lecce         | DC             |
| Gianni Usvardi               | Mantova       | PSI            |
| Karl Vaja                    | Trento        | Misto (PPST)   |
| Mario Valiante               | Benevento     | DC             |
| Salvatore Valitutti          | Benevento     | PLI            |
| Dario Valori                 | Perugia       | PSI            |
| Tullio Vecchietti            | Roma          | PSI            |
| Giuseppe Vedovato            | Firenze       | DC             |
| Aldo Venturini               | Roma          | PSI            |
| Giuseppe Venturoli           | Bologna       | PCI            |
| Francesco Verga              | Milano        | DC             |
| Giuseppe Veronesi            | Trento        | DC             |
| Veraldo Vespignani           | Bologna       | PCI            |
| Giorgio Vestri               | Firenze       | PCI            |
| Mario Vetrone                | Benevento     | DC             |
| Ambrogio Viale               | Genova        | DC             |
| Gianmario Vianello           | Venezia       | PCI            |
| Rodolfo Vicentini            | Brescia       | DC             |
| Ezio Vigorelli               | Milano        | PSI            |
| Ruggero Villa                | Roma          | DC             |
| Vittorino Villani            | Benevento     | PCI            |
| Sebastiano Vincelli          | Catanzaro     | DC             |
| Luciana Viviani              | Napoli        | PCI            |
| Casimiro Vizzini             | Palermo       | PSDI           |
| Calogero Volpe               | Palermo       | DC             |
| Benigno Zaccagnini           | Bologna       | DC             |
| Mario Zagari                 | Roma          | PSI            |
| Amos Zanibelli               | Mantova       | DC             |
| Carmen Paola Zanti Tondi     | Parma         | PCI            |
| Franco Zappa                 | Como          | PSI            |
| Vittorio Zincone             | Roma          | PLI            |
| Antonio Zoboli               | Bologna       | PCI            |
| Lanfranco Zuccalli           | Udine         | PSDI           |
| Faustino Zugno               | Brescia       | DC             |

## Deputati surroganti proclamati eletti ad inizio legislatura
Di seguito i deputati proclamati eletti in surrogazione dei candidati plurieletti.
| Lista | Eletto surrogato      | Opzione | Subentrante              | Collegio  |
| ----- | --------------------- | ------- | ------------------------ | --------- |
| PCI   | Gelasio Adamoli       | Senato  | Giovanni Serbandini      | Genova    |
| PCI   | Mario Alicata         | Siena   | Salvatore Mariconda      | Benevento |
| PCI   | Giorgio Amendola      | Napoli  | Ado Guido Di Mauro       | L'Aquila  |
| PCI   | Giorgio Amendola      | Napoli  | Simone De Florio         | Potenza   |
| PSDI  | Luigi Angrisani       | Senato  | Enrico Quaranta          | Benevento |
| PCI   | Walter Audisio        | Senato  | Giuseppe Biancani        | Cuneo     |
| PCI   | Ugo Bartesaghi        | Senato  | Giovanni Grilli          | Como      |
| PCI   | Giovanni Brambilla    | Senato  | Silvio Leonardi          | Milano    |
| PCI   | Alfio Caponi          | Senato  | Silvio Antonini          | Perugia   |
| PDIUM | Alfredo Covelli       | Roma    | Emilio D'Amore           | Benevento |
| PCI   | Pietro Ingrao         | Perugia | Attilio Manenti          | Ancona    |
| PRI   | Ugo La Malfa          | Bologna | Antonio Montanti         | Palermo   |
| PCI   | Luciano Lama          | Bologna | Giuseppe Brighenti       | Brescia   |
| PSDI  | Edgardo Lami Starnuti | Senato  | Giuseppe Averardi        | Pisa      |
| PCI   | Luigi Longo           | Milano  | Oddino Bo                | Cuneo     |
| PSI   | Emilio Lussu          | Senato  | Carlo Sanna              | Cagliari  |
| PLI   | Giovanni Malagodi     | Milano  | Giovanni Messe           | Roma      |
| PCI   | Domenico Marchisio    | Senato  | Ugo Spagnoli             | Torino    |
| PCI   | Angiola Minella       | Senato  | Luigi Napolitano         | Genova    |
| PSI   | Pietro Nenni          | Milano  | Alcide Malagugini        | Milano    |
| PSI   | Pietro Nenni          | Milano  | Giovannino Loreti        | Roma      |
| PCI   | Gian Carlo Pajetta    | Mantova | Elvo Tempia Valenta      | Torino    |
| PCI   | Gian Carlo Pajetta    | Mantova | Veniero Accreman         | Bologna   |
| PCI   | Giuliano Pajetta      | Senato  | Carlo Scotoni            | Trento    |
| PSI   | Giuseppe Papalia      | Senato  | Beniamino Finocchiaro    | Bari      |
| PCI   | Giorgio Piovano       | Senato  | Gianfranco Rossinovich   | Milano    |
| PSDI  | Giuseppe Saragat      | Torino  | Pietro Bucalossi         | Milano    |
| PSDI  | Giuseppe Saragat      | Torino  | Umberto Righetti         | Roma      |
| PCI   | Mauro Scoccimarro     | Senato  | Francesco Ferrari        | Verona    |
| PCI   | Mauro Scoccimarro     | Senato  | Ugo Marchesi             | Venezia   |
| PCI   | Pietro Secchia        | Senato  | Marcella Balconi         | Torino    |
| PSDI  | Mario Tanassi         | Roma    | Aldo Cetrullo            | L'Aquila  |
| PCI   | Umberto Terracini     | Senato  | Ferruccio Biagini        | Firenze   |
| PCI   | Umberto Terracini     | Senato  | Leonello Raffaelli       | Pisa      |
| PCI   | Palmiro Togliatti     | Roma    | Enea Baldini             | Torino    |
| PCI   | Palmiro Togliatti     | Roma    | Pasqualino Pasqualicchio | Bari      |
| PCI   | Vittorio Vidali       | Senato  | Maria Bernetic           | Trieste   |

1. ↑  In seguito all'ulteriore opzione di Ferdinando Vacchetta per il Senato e al decesso di Anna Maria Bonadies

## Modifiche intervenute

### Modifiche intervenute nella composizione dell'assemblea
| Uscente               | Entrante                     | Lista | Collegio   | Causa        | Data cessazione | Data subentro |
| --------------------- | ---------------------------- | ----- | ---------- | ------------ | --------------- | ------------- |
| Gaetano Fiorentino    | Mario Ottieri                | PDIUM | Napoli     | Dimissioni   | 16.05.1963      | 26.06.1963    |
| Antonino Dante        | Giuseppe Azzaro              | DC    | Catania    | Decesso      | 21.07.1963      | 25.07.1963    |
| Vittorio Fossombroni  | Emilio Pucci                 | PLI   | Firenze    | Decesso      | 06.08.1963      | 17.09.1963    |
| Rinaldo Del Bo        | Piero Malvestiti             | DC    | Milano     | Dimissioni   | 21.10.1963      | 24.10.1963    |
| Filippo Anfuso        | Orazio Santagati             | MSI   | Catania    | Decesso      | 13.12.1963      | 17.12.1963    |
| Pietro Bucalossi      | Virgilio Ferrari             | PSDI  | Milano     | Dimissioni   | 16.03.1964      | 17.03.1964    |
| Francesco Ferrari     | Giancarlo Morelli            | PCI   | Verona     | Decesso      | 17.04.1964      | 23.04.1964    |
| Matteo Agosta         | Nicola Cavallaro             | DC    | Catania    | Decesso      | 18.05.1964      | 21.05.1964    |
| Giovanni Grilli       | Vincenzo Corghi              | PCI   | Como       | Dimissioni   | 26.05.1964      | 04.06.1964    |
| Salvatore Aldisio     | Francesco Barbaccia          | DC    | Palermo    | Decesso      | 27.07.1964      | 30.07.1964    |
| Palmiro Togliatti     | Angelo La Bella              | PCI   | Roma       | Decesso      | 21.08.1964      | 03.09.1964    |
| Guido Cortese         | Nicola Cariota Ferrara       | PLI   | Napoli     | Decesso      | 03.09.1964      | 04.09.1964    |
| Nicola Pistelli       | Goffredo Nannini             | DC    | Firenze    | Decesso      | 17.09.1964      | 23.09.1964    |
| Ezio Vigorelli        | Guido Bernardi               | PSI   | Milano     | Decesso      | 24.10.1964      | 28.10.1964    |
| Piero Malvestiti      | Edgardo Castelli             | DC    | Milano     | Decesso      | 05.11.1964      | 06.11.1964    |
| Giuseppe Saragat      | Giuseppe De Grazia           | PSDI  | Torino     | Dimissioni   | 27.12.1964      | 20.01.1965    |
| Giovanni Bovetti      | Gian Aldo Arnaud             | DC    | Torino     | Dimissioni   | 23.02.1965      | 25.02.1965    |
| Guglielmo Ghislandi   | Gianni Savoldi               | PSI   | Brescia    | Decesso      | 02.03.1965      | 04.03.1965    |
| Giovanni Arenella     | Giuseppe Abbruzzese          | PCI   | Napoli     | Decesso      | 16.03.1965      | 25.03.1965    |
| Alfredo De Polzer     | Maruzza Astolfi              | PCI   | Verona     | Decesso      | 19.03.1965      | 25.03.1965    |
| Ugo Perinelli         | Dino Moro                    | PSI   | Venezia    | Annullamento | 20.05.1965      | 20.05.1965    |
| Nicola Crapsi         | Giulio Tedeschi              | PCI   | Campobasso | Decesso      | 23.09.1965      | 30.09.1965    |
| Elisabetta Conci      | Aldo Tenaglia                | DC    | Trento     | Decesso      | 01.11.1965      | 17.11.1965    |
| Giorgio Vestri        | Vasco Palazzeschi            | PCI   | Firenze    | Dimissioni   | 13.01.1966      | 14.01.1966    |
| Luciano Romagnoli     | Teodoro Bigi                 | PCI   | Parma      | Decesso      | 19.02.1966      | 03.03.1966    |
| Corrado Gex           | -                            | UV    | Aosta      | Decesso      | 25.04.1966      | -             |
| Domenico Colasanto    | Ferdinando D'Ambrosio        | DC    | Napoli     | Decesso      | 08.09.1966      | 14.09.1966    |
| Luciano Paolicchi     | Vittorio Galluzzi            | PSI   | Pisa       | Dimissioni   | 13.09.1966      | 14.09.1966    |
| Mario Alicata         | Ermanno Benocci              | PCI   | Siena      | Decesso      | 06.12.1966      | 13.12.1966    |
| Alcide Malagugini     | Michele Achilli              | PSI   | Milano     | Decesso      | 24.12.1966      | 12.01.1967    |
| Pancrazio De Pasquale | Giuseppe Antonio Bottaro     | PCI   | Catania    | Dimissioni   | 06.03.1967      | 08.03.1967    |
| Bartolomeo Cannizzo   | Sebastiano Fulci             | PLI   | Catania    | Decesso      | 05.04.1967      | 11.04.1967    |
| Mario Ottieri         | Raffaele Chiarolanza         | PDIUM | Napoli     | Dimissioni   | 13.04.1967      | 18.04.1967    |
| Filippo Guerrieri     | Ettore Spora                 | DC    | Genova     | Decesso      | 11.05.1967      | 17.05.1967    |
| Raffaele Leone        | Giuseppe Sasso               | DC    | Lecce      | Decesso      | 29.05.1967      | 31.05.1967    |
| Renzo Laconi          | Angiola Maria Costa Massucco | PCI   | Cagliari   | Decesso      | 29.06.1967      | 05.07.1967    |
| Edoardo Martino       | Giuseppe Armosino            | DC    | Cuneo      | Dimissioni   | 07.07.1967      | 12.07.1967    |
| Gaetano Martino       | Letterio La Spada            | PLI   | Catania    | Decesso      | 21.07.1967      | 26.07.1967    |
| Vincenzo Sangalli     | Pietro Valeggiani            | DC    | Milano     | Decesso      | 11.08.1967      | 21.09.1967    |
| Giovanni Leone        | Vittorio De Stasio           | DC    | Napoli     | Dimissioni   | 26.08.1967      | 21.09.1967    |
| Riccardo Fabbri       | Oreste Lizzadri              | PSI   | Roma       | Decesso      | 20.10.1967      | 21.10.1967    |
| Nicola Galdo          | Ferdinando Di Nardo          | MSI   | Napoli     | Decesso      | 23.12.1967      | 11.01.1968    |
| Alfredo Cucco         | Edoardo Marino               | MSI   | Palermo    | Decesso      | 21.01.1968      | 24.01.1968    |
| Vittorio Zincone      | -                            | PLI   | Roma       | Decesso      | 10.03.1968      | -             |
| Alfredo Amatucci      | -                            | DC    | Benevento  | Decesso      | 11.04.1968      | -             |

### Modifiche intervenute nella composizione dei gruppi

#### Gruppo democratico cristiano
- In data 11.04.1968 la consistenza del gruppo diminuisce di un'unità per effetto della mancata surrogazione di Alfredo Amatucci, cessato dal mandato.

#### Gruppo comunista
- Nessuna modifica intervenuta.

#### Gruppo socialista
- In data 21.01.1964 lasciano il gruppo Maria Alessi Catalano, Walter Alini, Paolo Angelino, Giuseppe Avolio, Lelio Basso, Francesco Cacciatore, Domenico Ceravolo, Ivano Curti, Vittorio Foa, Pasquale Franco, Vincenzo Gatto, Guglielmo Ghislandi, Francesco Lami, Lucio Mario Luzzatto, Alcide Malagugini, Alessandro Menchinelli, Rocco Minasi, Vittorio Naldini, Luigi Passoni, Ugo Perinelli, Renzo Pigni, Vito Raia, Carlo Sanna, Dario Valori e Tullio Vecchietti, che costituiscono il gruppo Partito Socialista Italiano di Unità Proletaria.
- In data 24.10.1964 la consistenza del gruppo diminuisce di un'unità: a Ezio Vigorelli, cessato dal mandato, subentra Guido Bernardi, che aderisce al gruppo Partito Socialista Italiano di Unità Proletaria.
- In data 04.03.1965 la consistenza del gruppo aumenta di un'unità per effetto dell'adesione di Gianni Savoldi, subentrato a Guglielmo Ghislandi già appartenente al gruppo PSIUP.
- In data 20.05.1965 la consistenza del gruppo aumenta di un'unità per effetto dell'adesione di Dino Moro, subentrato a Ugo Perinelli già appartenente al gruppo PSIUP.
- In data 17.11.1966 il gruppo si scioglie: i 62 deputati costituiscono il gruppo PSI-PSDI Unificati; un deputato, Luigi Silvestro Anderlini, aderisce al gruppo misto.

#### Gruppo liberale
- In data 30.04.1964 lascia il gruppo Luigi Cerutti, che aderisce al gruppo misto.
- In data 10.03.1968 la consistenza del gruppo diminuisce di un'unità per effetto della mancata surrogazione di Vittorio Zincone, cessato dal mandato.

#### Partito Socialista Democratico Italiano
- In data 27.12.1964 la consistenza del gruppo diminuisce di un'unità: a Giuseppe Saragat subentra Giuseppe De Grazia, che aderisce al gruppo misto.
- In data 17.11.1966 il gruppo si scioglie: i 32 deputati costituiscono il gruppo PSI-PSDI Unificati.

#### Movimento Sociale Italiano
- In data 20.04.1966 lascia il gruppo Giuseppe Gonella, che aderisce al gruppo misto.

#### PSI-PSDI Unificati
- Il gruppo si costituisce in data 17.11.1966. Ad esso aderiscono 94 deputati: 62 già appartenenti al gruppo socialista e 32 già appartenenti al gruppo PSDI.
- In data 12.01.1967 la consistenza del gruppo aumenta di un'unità per effetto dell'adesione di Michele Achilli, subentrato ad Alcide Malagugini già appartenente al gruppo PSIUP.
- In data 20.10.1967 la consistenza del gruppo diminuisce di un'unità: a Riccardo Fabbri subentra Oreste Lizzadri, che aderisce al gruppo PSIUP.

#### Partito Socialista Italiano di Unità Proletaria
- Il gruppo si costituisce in data 21.01.1964. Ad esso aderiscono 25 deputati: Maria Alessi Catalano, Walter Alini, Paolo Angelino, Giuseppe Avolio, Lelio Basso, Francesco Cacciatore, Domenico Ceravolo, Ivano Curti, Vittorio Foa, Pasquale Franco, Vincenzo Gatto, Guglielmo Ghislandi, Francesco Lami, Lucio Mario Luzzatto, Alcide Malagugini, Alessandro Menchinelli, Rocco Minasi, Vittorio Naldini, Luigi Passoni, Ugo Perinelli, Renzo Pigni, Vito Raia, Carlo Sanna, Dario Valori e Tullio Vecchietti.
- In data 28.10.1964 la consistenza del gruppo aumenta di un'unità per effetto dell'adesione di Guido Bernardi, subentrato a Ezio Vigorelli già appartenente al gruppo socialista.
- In data 04.03.1965 la consistenza del gruppo diminuisce di un'unità: a Guglielmo Ghislandi subentra Gianni Savoldi, che aderisce al gruppo socialista.
- In data 20.05.1965 la consistenza del gruppo diminuisce di un'unità: a Ugo Perinelli subentra Dino Moro, che aderisce al gruppo socialista.
- In data 24.12.1966 la consistenza del gruppo diminuisce di un'unità: a Alcide Malagugini subentra Michele Achilli, che aderisce al gruppo PSI-PSDI Unificati.
- In data 21.10.1967 la cosnsitenza del gruppo aumenta di un'unità per effetto dell'adesione di Oreste Lizzadri, subentrato a Riccardo Fabbri già appartenente al gruppo PSI-PSDI Unificati.

#### Partito Democratico Italiano di Unità Monarchica
- Il gruppo si costituisce in data 12.12.1963. Ad esso aderiscono 8 deputati.

#### Partito Repubblicano Italiano
- Il gruppo si costituisce in data 12.12.1963. Ad esso aderiscono 5 deputati.

#### Gruppo misto
- In data 12.12.1963 lasciano il gruppo 13 deputati: 8 costituiscono il gruppo Partito Democratico Italiano di Unità Monarchica; 5 il gruppo Partito Repubblicano Italiano.
- In data 30.04.1964 aderisce al gruppo Luigi Cerutti, proveniente dal gruppo liberale.
- In data 20.01.1965 la consistenza del gruppo aumenta di un'unità per effetto dell'adesione di Giuseppe De Grazia, subentrato a Giuseppe Saragat già appartenente al gruppo PSDI.
- In data 20.04.1966 aderisce al gruppo Giuseppe Gonella, proveniente dal Movimento Sociale Italiano.
- In data 25.04.1966 la consistenza del gruppo diminuisce di un'unità per effetto della mancata surrogazione di Corrado Gex (inapplicabilità di disposizioni di legge in materia elettorale per l'ipotesi di vacanza del seggio spettante al collegio uninominale della Valle d'Aosta).
- In data 17.11.1966 aderisce al gruppo Luigi Silvestro Anderlini, proveniente dal gruppo socialista.